# Baqet III
Baqet III est un ancien fonctionnaire égyptien, Grand Chef du nome de l'Oryx (le 16e nome de Haute-Égypte) pendant la XIe dynastie. Outre la position de gouverneur de l'ensemble du nome, Baqet III détenait également les titres de « haty-a », « Trésorier du roi de Basse-Égypte », « Ami confidentiel », « Véritable connaissance royale » et « Maire de Nekheb ».
Fils de son prédécesseur Râmouchenti, il administre le gouvernorat dans la ville de Menat Khoufou.
Réalisant que le sort de la guerre civile était définitivement en faveur des Thébains menés par Montouhotep II, Baqet rompt astucieusement la longue neutralité de son territoire et prend parti pour les Thébains. Après sa mort, sa nouvelle loyauté lui permit d'être remplacé par son fils, probablement Khéty, et par ses descendants jusqu'à l'époque d'Amenemhat Ier, lorsqu'un renouvellement familial eut lieu dans le gouvernorat avec l'installation de Khnoumhotep Ier.

## Sépulture
Baqet III a été enterré dans la nécropole de Beni Hassan à l'intérieur de la tombe no 15. La tombe est composée d'une chapelle de culte et d'une chambre funéraire intérieure, et est connue pour ses remarquables peintures.
Le mur nord représente Baqet et sa femme dans leur vie quotidienne, la chasse de divers animaux, y compris des animaux fantastiques, et divers artisans au travail.
Le mur sud montre principalement les funérailles de Baqet, mais aussi des personnes jouant au senet.
Le mur oriental montre une forteresse garnie d'Égyptiens et assiégée par une armée mixte composée d'infanterie égyptienne, d'archers nubiens et peut-être de mercenaires libyens, représentant probablement une offensive thébaine ; sur le même mur sont également représentées un nombre impressionnant de positions et de techniques de lutte.

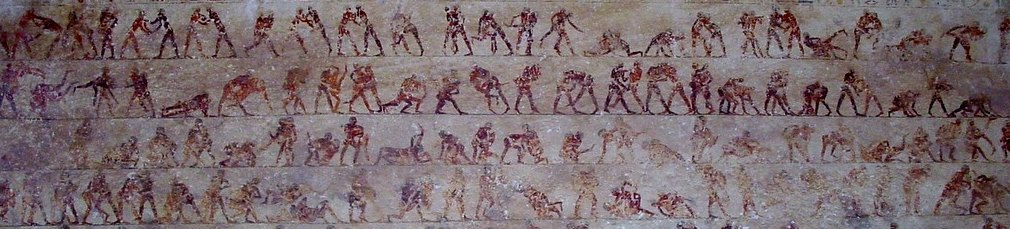
Certaines des scènes de lutte.